# 周金波
周金波（1920年1月22日—1996年7月29日），臺灣基隆人，台灣日治時期作家。

## 生平
周金波出生於臺灣，基隆人，其出生於1920年1月22日，其父是楊阿壽，由於周金波祖父楊吉食很早就逝世，其祖母帶著當時年幼的父親楊阿壽改嫁繼祖父周海發（周海發為基隆北管得意堂的重要成員，至今仍在基隆廟口奠濟宮旁得意堂先賢堂供奉），周金波因「抽豬母稅」習俗，周金波祖父而改姓。由於父親楊阿壽去日本習醫，1921年幼小周金波隨母親赴東京與父親一起生活。1924年因為關東大地震返回台灣，就讀桃園公學校、基隆第一公學校。1933年周金波赴東京求學，就讀日本大學附屬三中、日本大學齒科專科部。留日期間，周金波參加澤田美喜子主辦的「七曜會」同人，進入劇團「文學座」，成為第一期研究生。1941年周金波從日本大學齒科專科部畢業，返回臺灣以後，繼承家業「長壽齒科醫院」，同時也開始發表作品，活躍於《文藝台灣》。1941年3月於《文藝台灣》發表處女作短篇小說〈水癌〉，9月又發表小說〈志願兵〉。1942年〈志願兵〉獲得第一屆「文藝台灣賞」，由於該作，周金波日後被一些台灣文學研究者、作家歸為皇民作家。除了創作、投稿，周金波也出任了台灣文藝家協會劇本部理事，1943年他代表臺灣出席「第二回大東亞文學者大會」（同行的臺灣代表有楊雲萍、長崎浩與齋藤勇），以「皇民文學的樹立」作為發言內容，並被推選為大會宣言文的起草者，1944年則出席了「台灣決戰文學會議」。
1945年周金波參加三民主義青年團，並擔任基隆分會文化部長。1946年周金波被國民黨政府當成紀念五四運動抗議隊伍的首謀，遭到當局逮捕，被登記為「無業流氓」。獲釋以後，周金波隱姓埋名，改用楊姓。1947年二二八事件爆發，周金波三次被捕入獄，其胞弟亦在此事件中遇難。內心的恐懼使周金波出現神經衰弱現象達十年之久，曾有一段時間覺得不寫日文、不講日語、封閉記憶是安全快樂的事；後來才又恢復原來的姓名。1953年周金波創立「青天臺語話劇社」，之後多在戲劇領域活動，將日本電影「紗蓉之戀」、「女真珠王的復仇」、「秋風夜雨」等改編為台語電影。1994年74歲時參加臺灣清華大學舉辦的「賴和及其同時代的作家：日據時期臺灣文學國際學術會議」提及自己的文學創作理念。會議中，對於被指為「皇民文學」之作，始終誠實直面自己的文化抉擇，讓與會人士不得不重新思索應如何去理解那一代人的想法及感情。日本學者如岡崎郁子對周金波的日文作品評價極高。

## 重要作品
- 作品在戰前的發表情況，目前(2011/10/01)已知的有：
  - 1941年3月於《文藝台灣》發表處女作短篇小說〈水癌〉。9月於《文藝台灣》發表小說〈志願兵〉。
  - 1943年1月於《台灣時報》發表小說〈氣候、信仰、宿疾〉。
- 作品在戰後的發表、出版情況，目前(2011/10/01)已知的有：
  - 周金波/作，中島利郎、黃英哲/編，《周金波日本語作品集》，東京市：綠蔭書房，1998年。
  - 周金波/作，中島利郎、周振英/編，詹秀娟等人/譯，《周金波集》，台北市：前衛出版社，2002年。

- 以下的書零星收錄了周金波的小說作品，目前(2011/10/08)已知的有：
  - 中島利郎/編，「台灣新報.青年版」作品集，東京都 : 綠蔭書房, 2007年。
  - 台灣總督府情報課/編，河原功/監修，《決戰台灣小說集. 乾之卷/坤之卷》，東京都 : ゆまに書房，2000年。

### 〈志願兵〉
短篇小說。發表於1941年《文藝台灣》第2卷第6號。隔年1942年此篇小說獲得文藝臺灣社所頒發的第一回「文藝台灣賞」。小說採第一人稱「我」來敘說故事，透過「我」來描述張明貴與高進六兩人的相異觀點。〈志願兵〉是作家周金波第一篇以戰爭為背景的小說，這篇作品並成為他思考「皇民化」問題的起點。中日戰爭後日本政府所開始積極推行的皇民化政策中所謂的「皇民」，是「皇國臣民」一詞的簡稱。「皇民」的意義是由上對下的，由皇國要求做為臣民之人滅私奉公，犧牲貢獻，因此寓有濃厚的命令與政策色彩，與在市民國家中所謂的公民地位或身分在意義與權利上是有不同的。周金波的〈志願兵〉看似以成為真正日本公民為目標，但其實也提供了當時台灣人民思考自身身分認同的公共討論空間。文中「我」的角色可看作作者自己對於台灣認同猶豫的象徵，也在張明貴以及高進六的爭執之間提供了第三種思路，對於高進六一廂情願的形式主義、甚至血書志願，以及張明貴的知識階層狡猾的算盤，都沒有絕對的評價；並以「我」來說出，這條通往建構台灣人認同的路途，其實還不明朗（「光線被遮住得有點暗」），而且恐怕會十分漫長的事實（「這樣慢慢地登上樓梯，倒覺得這樓還相當長」）。

### 〈尺的誕生〉
〈尺的誕生〉，是周金波在1942年於《文藝台灣》發表的小說，由吳文雄這位「公學校」的小學生的視角出發，來探討日治時期台灣人的身分認同。吳文雄總是喜歡與他的幾位小跟班「痰壺」、「白猴」、「阿不拉」一起玩騎馬打仗，並以此來模擬戰爭時所謂「皇軍進擊圖」的畫面，上地理課時還在課本上模擬戰爭策略，並想要被以較為特殊的日本名「ふみお」(humio)而非「ぶんゆう」(bunyu)稱呼，由此可見吳文雄十分服膺於日本戰時所宣傳的精神。但是儘管如此，在沙灘上看到日本小孩與官兵玩在一塊時，吳文雄卻感到深深的自卑，怕自己不懂他者的文化而出糗，並且以自己的玩伴為恥，因此儘管渴望去加入他們一起進行相撲遊戲，卻仍只是在一旁羨慕的觀望著。透過這篇故事的兒童視角可以看到那時台灣人普遍地對日本的憧憬，但是透過結局：看著自己輕視的玩伴扮演大將軍、玩著自己以前愛玩的打仗遊戲，覺得羞愧萬分，從此不再玩打仗遊戲，而總是跑去小學校，看著日本孩童玩著打仗遊戲。可以看到這種對於他者的渴望，帶來的卻是痛苦與矛盾——儘管吳文雄對於日本的無限嚮往，他還是台灣人，所謂「被殖民者」，無法成為帶來先進思想的殖民者。

## 作家及其作品相關研究
使用「台灣博碩士論文知識加值系統」、「國立台灣文學館館藏圖書查詢」、「國家圖書館台灣文史哲論文集篇目索引系統」和「全國圖書書目資訊網」、「台灣期刊論文索引系統」查詢，目前為止(2011/10/01)，至少有以下的研究：
- 博碩士論文：
  - 王郁雯，〈台灣作家的「皇民文學」(認同文學)之探討：以陳火泉、周金波的小說為研究中心〉，中國文化大學日本研究所碩士論文，指導教授：張良澤，1999年。
  - 石川香代子，〈周金波「志願兵」析論〉，清華大學中文所碩士論文，指導教授：陳萬益，2004年。
  - 莫素微，〈周金波研究 植民地医師作家の文学〉，日本關西大學博士論文，2007年。
  - 王景苡，〈書寫「精神血液」——皇民化時期台灣小說的「民族」再現〉，中興大學台文所碩士論文，指導教授：朱惠足，2008年。
  - 吳佩芬，〈論周金波文學的雙鄉意識〉，成功大學台文所在職專班碩士論文，指導教授：游勝冠，2010年。
  - 米山禎一，〈周金波研究：以「水癌」與「志願兵」為中心〉，長榮大學應用日語學系碩士論文，指導教授：吳敏綺，2010年。
  - 葉宜婷，〈日治時期中、短篇小說中神道與臺灣風俗信仰的書寫研究(1937－1945)〉，台北教育大學台灣文化研究所碩士論文，指導教授：翁聖峰，2010年。

- 論文集的論文：
  - 末岡麻衣子，〈周金波研究:通過自我認同形成的分析〉，《臺日研究生台灣文學學術研討會論文集》，2003年10月出版。該研討會由文建會主辦。
  - 星名宏修，〈「大東亞共榮圈」的臺灣作家（二）─另一種「皇民文學」：周金波的文學型態〉，《台灣文學研究在日本》。
  - 星名宏修，〈再論周金波 : 以「氣候與信仰與老病」為主〉，《賴和及其同時代的作家. 日據時期台灣文學國際學術會議論文》，1994年。該學術研討會由清華大學台灣研究室. 賴和文教基金會合辦。
  - 垂水千惠，〈戰前「日本語」作家—王昶雄與陳火泉、周金波之比較〉，《台灣文學研究在日本》。
  - 藤井省三，〈日語作家之死－追悼周金波〉，《臺灣文學這一百年》。
  - 陳建忠，〈歷史記憶與身分認同：讀《周金波集》〉，《日據時期台灣作家論：現代性、本土性、殖民性》。

- 期刊的論文：
  - 嚴君珩，〈初探周金波作品中現代性與皇民化的對話與碰撞〉， 2011年1月的「台北教育大學語文集刊」。
  - 橫路啟子，〈王昶雄「奔流」論--周金波「志願兵」との比較から〉， 2010年12月的「台大日本語文研究」。
  - 橫路啟子，〈周金波「郷愁」論〉， 2009年6月的「台大日本語文研究」。
  - 褚昱志，〈無悔的執著--論周金波皇民文學的書寫意識〉， 2007年6月的「通識論叢」。
  - 莫素微，〈戰爭、同化與階級--[周金波著]〈志願兵〉與公民身分的追尋〉， 2007年6月的「台灣文學學報」。
  - 賴建寰，〈「皇民作家」的再思考--閱讀《周金波集》〉， 2006年10月的「台灣文學評論」。
  - 林以衡，〈皇民化主題文學的「分裂書寫」--以周金波小說為例〉， 2005年12月的(台師大)「台灣人文」。
  - 王郁雯，〈真摯與孤獨--周金波小說中的現代日本與臺灣鄉土〉， 2005年6月的「國際文化研究」。
  - 莫素微，〈臺灣文學中的醫療主題--周金波日文小說之考察〉， 2005年6月的「中華技術學院學報」。
  - 莫素微，〈現代化與公民化--由周金波〈水癌〉中的醫療主題出發〉， 2005年2月的「台灣文學學報」。
  - 張雅惠，〈決戰時期臺灣青年的心靈圖像--以周金波「志願兵」為主的討論〉， 2004年12月的(台師大)「台灣人文」。
  - 林慧姃，〈周金波初探--一個實驗式的「現代性」考察〉， 2004年8月的「淡水牛津台灣文學研究集刊」。
  - 橫路明夫，〈周金波論--緊扣身體主題開展的故事〉， 2004年7月的「日本語日本文學」。
  - 莫素微，〈鄉關何處--周金波的殖民地之旅〉， 2004年6月的「台灣文學學報」。
  - 莫素微，〈殖民地紀行研究--周金波與佐藤春夫之比較 〉，2003年12月的「中華技術學院學報」。
  - 塚田亮太/撰、黃毓婷/譯，〈閱讀「周金波日語作品集」--一位臺灣「皇民作家」的精神軌跡〉，2002年12月的「台灣文學學報」。
  - 中島利郎/撰、宋宜靜/譯，〈「皇民作家」的形成--周金波：關於遠景出版社版「光復前臺灣文學全集」〉，1999年7月的「文學台灣」。
  - 羊子喬，〈歷史的悲劇．認同的盲點--讀周金波〈水癌〉、〈「尺」的誕生〉>有感〉，1993年10月的「文學台灣」。
  - 辻義男/撰、柳書琴/譯，〈周金波論--以系列作品為中心〉，1993年10月的「文學台灣」。
  - 垂水千惠/撰、涂翠花/譯，〈戰前「日本語」作家--王昶雄與陳火泉､周金波之比較〉，1993年5月的「台灣文藝」。
  - 星名宏修/撰、涂翠花/譯，〈「大東亞共榮圈」的臺灣作家(2):另一種「皇民文學」--周金波的文學型態〉，1992年11月的「台灣文藝」。

- 介紹、傳記方面的文章：
  - 周振民，〈作家周金波傳〉，自1999年4月在「淡水牛津文藝」上連載，經過1999年7月、1999年10月、2000年1月、2000年4月，2000年7月在「淡水牛津文藝」結束。
  - 藤井省三/撰、邱振瑞、張季琳/譯，〈周金波特輯〉，1997年7月的「文學台灣」。

- 專書、傳記：
  - 目前還沒有一本周金波的傳記及研究他的專書出版上市。

## 相關詞條
- 王昶雄、陳火泉、台灣文藝家協會、大東亞文學大會、台灣決戰文學會議、韓石泉、謝緯、王金河、吳新榮(文學運動)、賴和(文學、社會、文化運動)、蔣渭水(政治、社會文化運動)、劉清風、劉清井、廖煥章、廖溫仁、陳新彬、郭松根、高天成、翁俊明、洪長庚、施江南、邱德金、林篤勳、林清月(台語流行音樂)、李應章(社會、政治運動)、王昶雄(文學)、杜聰明等人士。

## 資料來源
1. ↑  鍾秩維，〈志願與志願之間──重讀周金波〉，《文訊》第397期，2018年11月1日。
2. ↑  .   [2022-03-27]. （原始内容存档于2022-04-04）.
3. ↑  郭啟傳/撰，《台灣歷史人物小傳─日據時期》，台北：國家圖書館，第78頁。
4. ↑  長浜功. . 東京: 明石書店. 1985: 41.

## 外部連結
- 國立台灣文學館台灣作家作品目錄（页面存档备份，存于）
- 國立台灣文學館文學知識平台>臺灣文學小事典>9月，周金波發表日文小說〈志願兵〉於《文藝臺灣》第2卷6號。
- 謊言或真理的技藝>正確在搖擺--試論周金波小說（页面存档备份，存于）
- 朱宥勳的PC個人新聞台>誰是皇民，誰是作家？──筆記《周金波集》（页面存档备份，存于）
- 自由時報專題報導>〈北部〉〈小檔案〉周金波其人其事（页面存档备份，存于）
- 臺灣記憶>臺灣歷史人物小傳--明清暨日據時期>周金波（页面存档备份，存于）
- 鍾肇政--皇民文學之研究－－作家周金波現身 （页面存档备份，存于）
- 台灣新文學史-陳芳明教授主講-【周金波】 （页面存档备份，存于）